# ザ・ワーク
ザ・ワーク（The Work）は、1980年にマルチ・インストゥルメンタリスト/作曲家のティム・ホジキンソンと、ギタリスト/作曲家のビル・ジローニス、ベーシストのミック・ホッブス、ドラマーのリック・ウィルソンによって結成されたイングランドのポストパンク・ロック・グループ。バンドは1981年と1982年にヨーロッパをツアーし、1982年にファースト・アルバム『スロウ・クライムズ』をレコーディング。その年の後半に日本をツアーし、アルバム『ライヴ・イン・ジャパン』をリリースした後、バンドは解散した。1989年、ザ・ワークは『ラバー・ケイジ』を録音するために再編され、1989年から1994年にかけてヨーロッパ全土で演奏が行われ、1992年に別のアルバム『SEE』をリリースした。1994年にドイツで録音されたライブ・アルバム『ザ・フォース・ワールド』は、2010年にリリースされた。

## 略歴
元ヘンリー・カウの共同創設者であるティム・ホジキンソンは、1979年にビル・ジローニスとのレコーディングを開始した。彼らはテープ・コラージュで実験をしていくなか、インディーズ・レコード・レーベルのウーフとバンドを設立。ミック・ホッブスとリック・ウィルソンの協力を得て、ポストパンク・ロック・グループであるザ・ワークを結成した。
1981年、ザ・ワークは最初のレコーディングとなるEP「I Hate America」をウーフ・レーベルからリリース。その後、ヨーロッパ・ツアーに乗り出し、オランダ、ベルギー、スイス、スウェーデン、フィンランド、ノルウェー、ドイツ、フランス、イタリア、ユーゴスラビアでパフォーマンスを行った。これらのライブ・パフォーマンスからの抜粋は、後にカセットテープ・アルバム『The Worst of Everywhere』（1983年）としてリリースされた。1982年、バンドはボンで開催されたロック・イン・オポジション・フェスティバルでボーカリストのカトリーヌ・ジョニオーと共演し、その後、ジョニオーをゲスト・ミュージシャンとして迎え、ウーフ・レーベルからのファースト・アルバム『スロウ・クライムズ』をレコーディングした。『スロウ・クライムズ』は、アヴァンギャルドの要素を導入することで、パンクロックを新たな高みへと導いている。2008年に『The Wire』誌でフィリップ・クラークは、この作品が「パンクに前例のないレベルのリズミカルな複雑さ」を導入したと書いている。
バンドが次に携わったのは1982年6月の日本ツアーであったが、ツアーが始まる前に、ウィルソンが南インドのケーララ州でチェンダによる寺院のドラミングを勉強するために脱退し、バンドの音楽的方向性についての意見の不一致の直後にホッブスが続いて脱退した。ツアーを実現すべく、ホジキンソンとジローニスは、元ヘンリー・カウのドラマーであるクリス・カトラーとベーシストのジム・"エイモス"・ウェルトンに日本でのライブへの参加を依頼した。この変更されたラインナップで、グループは東京にて3回、大阪にて1回のコンサートを行った。大阪でのコンサートは、ホールの途中にあるカセットレコーダーで録音され、その後、レコメンデッド・レコード・ジャパンによってアルバム『ライヴ・イン・ジャパン』にクリーンアップされてリリースされた。ツアーが終わると、グループは解散した。
1989年、ザ・ワークはオリジナル・メンバーで再編し、インダストリアル/ノイズ・アルバム『ラバー・ケイジ』を録音した。その後、ヨーロッパ・ツアーに戻り、フランス、ドイツ、オーストリア、チェコスロバキア、スイス、イタリアで2年にわたりパフォーマンスを行った。1992年、彼らは最後のアルバム『SEE』を作成し、進行中のヨーロッパ・ツアーにてライブ演奏した。1993年、バンドはロシアのサンクトペテルブルク・オープン・ミュージック・フェスティバルでも演奏している。ザ・ワークの最後の公演は1994年にイタリア、スイス、ドイツ、スロベニア、チェコで行われ、そこで彼らはホピ族の神話を彼らのセットに取り入れ始めた。
1994年にドイツのフライブルク・イム・ブライスガウで録音されたライブ・アルバム『ザ・フォース・ワールド』は、2010年にAd Hoc Recordsからリリースされた。元のモノラル録音が、ウディ・クームランによってステレオに再処理されている。

## メンバー
- ティム・ホジキンソン (Tim Hodgkinson) – サックス、バスクラリネット、キーボード、ラップ・スティール・ギター、リードボーカル
- ビル・ジローニス (Bill Gilonis) – ギター、ユーフォニアム、サンプリング、ボーカル
- ミック・ホッブス (Mick Hobbs) – ギター、ベース、ドラム、ウクレレ、リコーダー、ミディ・ホーン、ボーカル
- リック・ウィルソン (Rick Wilson) – ドラム、ベース、ボーカル

## ディスコグラフィ

### アルバム
- 『スロウ・クライムズ』 - Slow Crimes (1982年、Woof)
- 『ライヴ・イン・ジャパン』 - Live in Japan (1982年、Recommended) ※ライブ
- The Worst of Everywhere (1983年、Woof) ※カセット
- 『ラバー・ケイジ』 - Rubber Cage (1989年、Woof)
- 『SEE』 - See (1992年、Woof)
- 『ザ・フォース・ワールド』 - The 4th World (2010年、Ad Hoc) ※ライブ

### EP
- "I Hate America" / "Fingers & Toes" / "Duty" (1981年、Woof)

### シングル
- "I Hate America" (1982年、Eastern)
- "Slowly Crimes" (1982年、Eastern)

### コンピレーション・アルバム
- The Work (2018年、Jelodanti)

### その他の参加アルバム
- Various Artists : 『ミニチュアーズ』 - Miniatures: A Sequence of Fifty-One Tiny Masterpieces (1980年、Pipe) ※「With Wings Pressed Back」を収録
- Various Artists : 『レコメンディッド・レコーズ・サンプラー』 - Recommended Records Sampler (1982年、Recommended) ※「Houdini」を収録
- The Lowest Note, The Work, Gilonis / Hodgkinson : WOOF 7 Inches (2004年、Ad Hoc) ※6曲を収録